# Bandvleugelwipstaart
De bandvleugelwipstaart (Cinclodes fuscus) is een zangvogel uit de familie Furnariidae (ovenvogels).

## Verspreiding en leefgebied
Deze soort komt voor in centraal en zuidelijk Chili en centraal en zuidelijk Argentinië.

## Status
De grootte van de populatie is niet gekwantificeerd maar aangenomen wordt dat er meer dan 10.000 volwassen individuen zijn. Op de Rode lijst van de IUCN heeft deze soort de status niet bedreigd.